# العلاقات الهندية المالاوية
العلاقات الهندية المالاوية هي العلاقات الثنائية التي تجمع بين الهند ومالاوي.

## مقارنة بين البلدين
هذه مقارنة عامة ومرجعية للدولتين:
| وجه المقارنة                                              | الهند                       | مالاوي                     |
| --------------------------------------------------------- | --------------------------- | -------------------------- |
| المساحة (كم2)                                             | 3.29 مليون                  | 118.48 ألف                 |
| عدد السكان (نسمة)                                         | 1.35 مليار                  | 18.62 مليون                |
| الكثافة السكانية (ن./كم²)                                 | 410.33                      | 157.16                     |
| العاصمة                                                   | نيودلهي                     | ليلونغوي، زومبا            |
| اللغة الرسمية                                             | اللغة الهندية، لغة إنجليزية | لغة إنجليزية، لغة الشيشيوا |
| العملة                                                    | روبية هندية                 | كواشا ملاوية               |
| الناتج المحلي الإجمالي (بليون دولار)                      | 2.60 تريليون                | 6.30 مليار                 |
| الناتج المحلي الإجمالي (تعادل القوة الشرائية) بليون دولار | 8.00 تريليون                | 22.43 مليار                |
| الناتج المحلي الإجمالي الاسمي للفرد دولار أمريكي          | 1.60 ألف                    | 338                        |
| الناتج المحلي الإجمالي للفرد دولار أمريكي                 | 5.70 ألف                    | 1.20 ألف                   |
| مؤشر التنمية البشرية                                      | 0.609                       | 0.445                      |
| رمز المكالمات الدولي                                      | +91                         | +265                       |
| رمز الإنترنت                                              | .in، .भारत ‏، .بھارت ‏،        | .mw                        |
| المنطقة الزمنية                                           | ت ع م+05:30، توقيت الهند    | ت ع م+02:00                |

## منظمات دولية مشتركة
يشترك البلدان في عضوية مجموعة من المنظمات الدولية، منها:
| علم المنظمة | اسم المنظمة                        | تاريخ انضمام الهند | تاريخ انضمام مالاوي |
| ----------- | ---------------------------------- | ------------------ | ------------------- |
|             | يونسكو                             | 4 نوفمبر 1946      | 27 أكتوبر 1964      |
|             | مؤسسة التمويل الدولية              | 20 يوليو 1956      | 19 يوليو 1965       |
|             | منظمة حظر الأسلحة الكيميائية       | ?                  | ?                   |
|             | مؤسسة التنمية الدولية              | 24 سبتمبر 1960     | 19 يوليو 1965       |
|             | منظمة التجارة العالمية             | 1995               | ?                   |
|             | وكالة ضمان الاستثمار متعدد الأطراف | 6 يناير 1994       | 12 أبريل 1988       |
|             | الاتحاد البريدي العالمي            | ?                  | ?                   |
|             | الاتحاد الدولي للاتصالات           | 1869               | 19 فبراير 1965      |
|             | منظمة الشرطة الجنائية الدولية      | ?                  | ?                   |
|             | الأمم المتحدة                      | 30 أكتوبر 1945     | 1 ديسمبر 1964       |
|             | البنك الدولي للإنشاء والتعمير      | 27 ديسمبر 1945     | 19 يوليو 1965       |
|             | البنك الإفريقي للتنمية             | ?                  | ?                   |
|             | دول الكومنولث                      | 15 أغسطس 1947      | ?                   |

## وصلات خارجية
- موقع وزارة الخارجية الهندية